# Four Characters (Van Lijnschooten)
Four Characters is een compositie voor harmonieorkest of fanfareorkest van de Nederlandse componist Henk van Lijnschooten. Het werd gecomponeerd in opdracht van de Muziekuitleen Gelderland (MUG) in Arnhem en is opgedragen aan de dirigent Piebe Bakker, die met het Nationaal Jeugd Fanfareorkest ook de première van dit werk verzorgde.
De compositie is op langspeelplaat opgenomen door het Nationaal Jeugd Fanfare Orkest onder leiding van Piebe Bakker, en op compact disc door de Koninklijke Militaire Kapel onder leiding van Pierre Kuijpers.